# Jean-Charles de Médicis
Giancarlo de' Medici ou Giovan Carlo de' Medici (né le 24 juillet 1611 à Florence, dans le Grand-duché de Toscane, et mort le 23 janvier 1663  dans la même ville) est un cardinal italien du XVIIe siècle. Il est le fils de Cosme II de Médicis et de Marie-Madeleine d'Autriche et le frère de Ferdinand II de Médicis, grand-duc de Toscane. Il est le petit-neveu du cardinal Giovanni de' Medici (1560), le neveu du cardinal Carlo de' Medici (1615) et le frère du cardinal Leopoldo de' Medici (1667).

## Biographie
Giancarlo de' Medici entre dans l'état ecclésiastique, comme le veut la tradition familiale. Le pape Innocent X le crée cardinal lors du consistoire du 14 novembre 1644.
Au côté de ses frères Matthias, Leopoldo et Ferdinando, il collabore au gouvernement du grand-duché.
Il est passionné par les sciences, la littérature et la musique. Il fonde l'Accademia degli Immobili et contribue à la construction du Teatro della Pergola, inauguré en 1658.
Avec ses frères il contribue aussi au développement du Galleria Palatina di Palazzo Pitti, qui reçoit la collection du palazzo di Urbino, de l'héritage de la grand-duchesse Vittoria della Rovere, et comme eux, il fut un admirateur de la peinture de Giovanna Garzoni qui travailla à la cour grand-ducale de 1642 à 1651, et poursuivit ses échanges avec les Médicis après son installation à Rome en 1650.
Le cardinal de' Medici participe au conclave de 1655, lors duquel Alexandre VII est élu.

### Sources
- Fiche du cardinal sur le site fiu.edu

- Ressources relatives aux beaux-arts :   - British Museum
  - RKDartists
  - Union List of Artist Names
- Ressources relatives à la religion :   - Catholic Hierarchy
  - Cardinals of the Holy Roman Church
- Ressource relative à la musique :   - Répertoire international des sources musicales
- Notices dans des dictionnaires ou encyclopédies généralistes :   - Deutsche Biographie
  - Dizionario biografico degli italiani
- Notices d'autorité :   - VIAF
  - ISNI
  - BnF (données)
  - IdRef
  - LCCN
  - GND
  - Espagne
  - Belgique
  - WorldCat